# Ellen Perez
Ellen Perez, née le 10 octobre 1995 à Shellharbour, est une joueuse de tennis australienne, professionnelle depuis 2013.
Elle remporte son premier titre en double dames sur le circuit WTA au tournoi de Strasbourg 2019.

## Palmarès

### Titres en double dames
| No | Date       | Nom et lieu du tournoi                    | Catégorie | Dotation    | Surface      | Partenaire           | Finalistes                          | Score             |          |
| -- | ---------- | ----------------------------------------- | --------- | ----------- | ------------ | -------------------- | ----------------------------------- | ----------------- | -------- |
| 1  | 19-05-2019 | Internationaux de Strasbourg Strasbourg   | Intern'l  | 226 750 € $ | Terre (ext.) | Daria Gavrilova      | Duan Ying-Ying Han Xinyun           | 6-4, 6-3          | Parcours |
| 2  | 08-03-2021 | Abierto Zapopan 2021 Zapopan              | WTA 250   | 235 238 $   | Dur (ext.)   | Astra Sharma         | Desirae Krawczyk Giuliana Olmos     | 6-4, 6-4          | Parcours |
| 3  | 18-10-2021 | Tenerife Open Tenerife                    | WTA 250   | 235 238 $   | Dur (ext.)   | Ulrikke Eikeri       | Lyudmyla Kichenok Marta Kostyuk     | 6-3, 6-73, [10-5] | Parcours |
| 4  | 06-06-2022 | Libéma Open Bois-le-Duc                   | WTA 250   | 203 024 €   | Gazon (ext.) | Tamara Zidanšek      | Veronika Kudermetova Elise Mertens  | 6-3, 5-7, [12-10] | Parcours |
| 5  | 21-08-2022 | Tennis in the Land Cleveland              | WTA 250   | 251 750 $   | Dur (ext.)   | N. Melichar-Martinez | Anna Danilina Aleksandra Krunić     | 7-5, 6-3          | Parcours |
| 6  | 26-02-2024 | San Diego Open San Diego                  | WTA 500   | 922 573 $   | Dur (ext.)   | N. Melichar-Martinez | Desirae Krawczyk Jessica Pegula     | 6-1, 6-2          | Parcours |
| 7  | 23-06-2024 | Bad Homburg Open by Solarwatt Bad Homburg | WTA 500   | 922 573 $   | Gazon (ext.) | N. Melichar-Martinez | Chan Hao-ching Veronika Kudermetova | 4-6, 6-3, [10-8]  | Parcours |
| 8  | 03-02-2025 | Mubadala Abu Dhabi Open Abou Dabi         | WTA 500   | 1 064 510 $ | Dur (ext.)   | Jeļena Ostapenko     | Kristina Mladenovic Zhang Shuai     | 6-2, 6-1          | Parcours |

### Finales en double dames
| No | Date       | Nom et lieu du tournoi                                | Catégorie | Dotation    | Surface      | Vainqueures                        | Partenaire           | Score             |          |
| -- | ---------- | ----------------------------------------------------- | --------- | ----------- | ------------ | ---------------------------------- | -------------------- | ----------------- | -------- |
| 1  | 10-06-2019 | Nature Valley Open Nottingham                         | Intern'l  | 226 750 $   | Gazon (ext.) | Desirae Krawczyk Giuliana Olmos    | Arina Rodionova      | 7-65, 7-5         | Parcours |
| 2  | 10-02-2020 | GSB Thailand Open presented by E@ Hua Hin             | Intern'l  | 251 750 $   | Dur (ext.)   | Arina Rodionova Storm Sanders      | Barbara Haas         | 6-3, 6-3          | Parcours |
| 3  | 08-09-2020 | TEB BNP Paribas Tennis Championship Istanbul Istanbul | Intern'l  | 225 500 $   | Terre (ext.) | Alexa Guarachi Desirae Krawczyk    | Storm Sanders        | 6-1, 6-3          | Parcours |
| 4  | 12-04-2021 | Musc Health Women's Open Charleston                   | WTA 250   | 235 238 $   | Terre (ext.) | Hailey Baptiste Catherine McNally  | Storm Sanders        | 6-7, 6-4, [10-6]  | Parcours |
| 5  | 14-06-2021 | Viking Classic Birmingham                             | WTA 250   | 235 238 $   | Gazon (ext.) | Marie Bouzková Lucie Hradecká      | Ons Jabeur           | 6-4, 2-6, [10-8]  | Parcours |
| 6  | 08-08-2022 | National Bank Open Presented by Rogers Toronto        | WTA 1000  | 2 697 250 $ | Dur (ext.)   | Coco Gauff Jessica Pegula          | N. Melichar-Martinez | 6-4, 65-7, [10-5] | Parcours |
| 7  | 15-08-2022 | Western & Southern Open Cincinnati                    | WTA 1000  | 2 527 250 $ | Dur (ext.)   | Lyudmyla Kichenok Jeļena Ostapenko | N. Melichar-Martinez | 7-65, 6-3         | Parcours |
| 8  | 19-09-2022 | Toray Pan Pacific Open Tokyo                          | WTA 500   | 757 900 $   | Dur (ext.)   | Gabriela Dabrowski Giuliana Olmos  | N. Melichar-Martinez | 6-4, 6-4          | Parcours |
| 9  | 27-02-2023 | ATX Open Austin                                       | WTA 250   | 259 303 $   | Dur (ext.)   | Erin Routliffe Aldila Sutjiadi     | N. Melichar-Martinez | 6-4, 3-6, [10-8]  | Parcours |
| 10 | 25-06-2023 | Rothesay International Eastbourne Eastbourne          | WTA 500   | 780 637 $   | Gazon (ext.) | Desirae Krawczyk Demi Schuurs      | N. Melichar-Martinez | 6-2, 6-4          | Parcours |
| 11 | 14-08-2023 | Western & Southern Open Cincinnati                    | WTA 1000  | 2 788 468 $ | Dur (ext.)   | Alycia Parks Taylor Townsend       | N. Melichar-Martinez | 61-7, 6-4, [10-6] | Parcours |
| 12 | 21-08-2023 | Tennis in the Land Cleveland                          | WTA 250   | 259 303 $   | Dur (ext.)   | Miyu Kato Aldila Sutjiadi          | N. Melichar-Martinez | 6-4, 64-7, [10-8] | Parcours |
| 13 | 29-10-2023 | GNP Seguros WTA Finals Cancun Cancún                  | Masters   | 9 000 000 $ | Dur (ext.)   | Laura Siegemund Vera Zvonareva     | N. Melichar-Martinez | 6-4, 6-4          | Parcours |
| 14 | 29-01-2024 | Upper Austria Ladies Linz Linz                        | WTA 500   | 922 573 $   | Dur (int.)   | Sara Errani Jasmine Paolini        | N. Melichar-Martinez | 7-5, 4-6, [10-7]  | Parcours |
| 15 | 19-02-2024 | Dubaï Duty Free Tennis Championships Dubaï            | WTA 1000  | 3 211 715 $ | Dur (ext.)   | Storm Hunter Kateřina Siniaková    | N. Melichar-Martinez | 6-4, 6-2          | Parcours |
| 16 | 14-10-2024 | Ningbo Open Ningbo                                    | WTA 500   | 922 573 $   | Dur (ext.)   | Demi Schuurs Yuan Yue              | N. Melichar-Martinez | 6-3, 6-3          | Parcours |
| 17 | 22-06-2025 | Bad Homburg Open by Solarwatt Bad Homburg             | WTA 500   | 1 064 510 $ | Gazon (ext.) | Guo Hanyu Alexandra Panova         | Lyudmyla Kichenok    | 4-6, 7-64, [10-5] | Parcours |

### Titres en double en WTA 125
| No | Date       | Nom et lieu du tournoi           | Catégorie | Dotation  | Surface      | Partenaire           | Finalistes                    | Score            |          |
| -- | ---------- | -------------------------------- | --------- | --------- | ------------ | -------------------- | ----------------------------- | ---------------- | -------- |
| 1  | 11-11-2019 | Oracle Challenger Series Houston | WTA 125   | 150 000 $ | Dur (ext.)   | Luisa Stefani        | Sharon Fichman Ena Shibahara  | 1-6, 6-4, [10-5] | Parcours |
| 2  | 02-05-2023 | Catalonia Open WTA 125 Reus      | WTA 125   | 115 000 $ | Terre (ext.) | Storm Hunter         | Alexa Guarachi Erin Routliffe | 6-1, 7-68        | Parcours |
| 3  | 29-04-2024 | Catalonia Open WTA 125 Lleida    | WTA 125   | 115 000 $ | Terre (ext.) | N. Melichar-Martinez | Katarzyna Piter Mayar Sherif  | 7-5, 6-2         | Parcours |

## Parcours en Grand Chelem

### En simple dames
| Année | Open d'Australie | Open d'Australie       | Internationaux de France | Internationaux de France | Wimbledon       | Wimbledon      | US Open         | US Open        |
| ----- | ---------------- | ---------------------- | ------------------------ | ------------------------ | --------------- | -------------- | --------------- | -------------- |
| 2016  | —                | —                      | —                        | —                        | —               | —              | 1er tour (1/64) | Zhang Shuai    |
| 2017  | Q2               | Ana Bogdan             | —                        | —                        | —               | —              | —               | —              |
| 2018  | Q1               | V. Grammatikopoúlou    | —                        | —                        | —               | —              | —               | —              |
| 2019  | 1er tour (1/64)  | Wang Yafan             | —                        | —                        | Q1              | Elena Rybakina | Q2              | Ana Bogdan     |
| 2020  | Q1               | Yanina Wickmayer       | —                        | —                        | Annulé          | Annulé         | —               | —              |
| 2021  | Q2               | Varvara Lepchenko      | Q3                       | Greet Minnen             | 1er tour (1/64) | Clara Burel    | Q1              | Lesia Tsurenko |
| 2022  | Q1               | Christina McHale       | Q1                       | Susan Bandecchi          | Q1              | Robin Anderson | —               | —              |
| 2023  | Q2               | Jéssica Bouzas Maneiro | —                        | —                        | —               | —              | —               | —              |

N.B. : à droite du résultat se trouve le nom de l'ultime adversaire.

### En double dames
| Année | Open d'Australie                                                                     | Open d'Australie                                                                      | Internationaux de France                                                              | Internationaux de France                                                               | Wimbledon                                                                         | Wimbledon | US Open | US Open |
| ----- | ------------------------------------------------------------------------------------ | ------------------------------------------------------------------------------------- | ------------------------------------------------------------------------------------- | -------------------------------------------------------------------------------------- | --------------------------------------------------------------------------------- | --------- | ------- | ------- |
| 2016  | 1er tour (1/32) B. Woolcock \|\| style="text-align:left;" \| J. Moore S. Sanders     | —                                                                                     | —                                                                                     | —                                                                                      | —                                                                                 | —         | —       |         |
| 2017  | 1er tour (1/32) O. Tjandramulia \|\| style="text-align:left;" \| E. Hozumi M. Kato   | —                                                                                     | —                                                                                     | —                                                                                      | —                                                                                 | —         | —       |         |
| 2018  | 2e tour (1/16) J. Moore \|\| style="text-align:left;" \| I.-C. Begu M. Niculescu     | —                                                                                     | —                                                                                     | —                                                                                      | —                                                                                 | —         | —       |         |
| 2019  | 1er tour (1/32) Ar. Rodionova \|\| style="text-align:left;" \| Chan H-C. L. Chan     | —                                                                                     | —                                                                                     | 1er tour (1/32) M. Adamczak \|\| style="text-align:left;" \| A-L. Grönefeld D. Schuurs | 1/8 de finale D. Collins \|\| style="text-align:left;" \| V. Kužmová A. Sasnovich |           |         |         |
| 2020  | 1er tour (1/32) S. Stosur \|\| style="text-align:left;" \| L. Arruabarrena O. Jabeur | 1er tour (1/32) S. Sanders \|\| style="text-align:left;" \| A. Guarachi D. Krawczyk   | Annulé                                                                                | Annulé                                                                                 | 1er tour (1/16) S. Sanders \|\| style="text-align:left;" \| V. Azarenka S. Kenin  |           |         |         |
| 2021  | 1er tour (1/32) D. Gavrilova \|\| style="text-align:left;" \| O. Jabeur C. McHale    | 2e tour (1/16) Zheng S. \|\| Forfait                                                  | 1er tour (1/32) D. Kasatkina \|\| style="text-align:left;" \| C. Gauff C. McNally     | 2e tour (1/16) K. Peschke \|\| style="text-align:left;" \| G. Minnen Van Uytvanck      |                                                                                   |           |         |         |
| 2022  | 2e tour (1/16) G. Minnen \|\| style="text-align:left;" \| A. Guarachi N. Melichar    | 1er tour (1/32) N. Melichar \|\| style="text-align:left;" \| A. Rosolska E. Routliffe | 1/4 de finale N. Melichar \|\| style="text-align:left;" \| B. Krejčíková K. Siniaková | 1/2 finale N. Melichar \|\| style="text-align:left;" \| B. Krejčíková K. Siniaková     |                                                                                   |           |         |         |
| 2023  | 2e tour (1/16) N. Melichar \|\| style="text-align:left;" \| M. Kostyuk E.-G. Ruse    | 1/2 finale N. Melichar \|\| style="text-align:left;" \| Hsieh S.-w. Wang Xn.          | 1er tour (1/32) N. Melichar \|\| style="text-align:left;" \| E. Alexandrova Yang Z.   | 2e tour (1/16) N. Melichar \|\| style="text-align:left;" \| M. Linette B. Pera         |                                                                                   |           |         |         |
| 2024  | 1er tour (1/32) N. Melichar \|\| style="text-align:left;" \| Wu F.-h. Zhu L.         | 1/8 de finale N. Melichar \|\| style="text-align:left;" \| M. Kato N. Kichenok        | 2e tour (1/16) N. Melichar \|\| style="text-align:left;" \| T. Babos N. Kichenok      | 1/4 de finale N. Melichar \|\| style="text-align:left;" \| K. Mladenovic Zhang S.      |                                                                                   |           |         |         |
| 2025  | 2e tour (1/16) E. Mertens \|\| style="text-align:left;" \| M. Kostyuk E.-G. Ruse     | 2e tour (1/16) S. Hunter \|\| style="text-align:left;" \| A. Muhammad D. Schuurs      | 1/8 de finale L. Kichenok \|\| style="text-align:left;" \| T. Babos L. Stefani        |                                                                                        |                                                                                   |           |         |         |

N.B. : le nom de la partenaire se trouve sous le résultat ; les noms des ultimes adversaires se trouvent à droite.

### En double mixte
| Année | Open d'Australie                                                                  | Open d'Australie                                                                 | Internationaux de France                                                           | Internationaux de France                                                            | Wimbledon                                                                              | Wimbledon                                                                       | US Open | US Open |
| ----- | --------------------------------------------------------------------------------- | -------------------------------------------------------------------------------- | ---------------------------------------------------------------------------------- | ----------------------------------------------------------------------------------- | -------------------------------------------------------------------------------------- | ------------------------------------------------------------------------------- | ------- | ------- |
| 2020  | 1er tour (1/16) L. Saville \|\| style="text-align:left;" \| I. Świątek Ł. Kubot   | Annulé                                                                           | Annulé                                                                             | Annulé                                                                              | Annulé                                                                                 | Annulé                                                                          | Annulé  |         |
| 2021  | 2e tour (1/8) A. Harris \|\| style="text-align:left;" \| S. Sanders M. Polmans    | —                                                                                | —                                                                                  | —                                                                                   | —                                                                                      | 1/4 de finale M. Demoliner \|\| style="text-align:left;" \| G. Olmos M. Arévalo |         |         |
| 2022  | 2e tour (1/8) M. Middelkoop \|\| style="text-align:left;" \| S. Mirza R. Ram      | —                                                                                | —                                                                                  | 2e tour (1/8) M. Middelkoop \|\| style="text-align:left;" \| D. Krawczyk N. Skupski | 2e tour (1/8) M. Venus \|\| style="text-align:left;" \| J. Ostapenko D. Vega Hernández |                                                                                 |         |         |
| 2023  | —                                                                                 | —                                                                                | 1er tour (1/16) J. Zieliński \|\| style="text-align:left;" \| Chan H.-c. F. Martin | 1/4 de finale M. Ebden \|\| style="text-align:left;" \| O. Nicholls J. O'Mara       | 1/4 de finale J.-J. Rojer \|\| style="text-align:left;" \| J. Pegula A. Krajicek       |                                                                                 |         |         |
| 2024  | 2e tour (1/8) J.-J. Rojer \|\| style="text-align:left;" \| H. Watson J. Salisbury | 1/4 de finale M. Ebden \|\| style="text-align:left;" \| Hsieh S.-w. J. Zieliński | 1er tour (1/16) M. Ebden \|\| style="text-align:left;" \| A. Muhammad A. Molteni   | 1/4 de finale S. Gillé \|\| style="text-align:left;" \| Forfait                     |                                                                                        |                                                                                 |         |         |
| 2025  | 1/4 de finale K. Krawietz \|\| style="text-align:left;" \| K. Birrell J.P. Smith  | 1er tour (1/16) J. Cash \|\| style="text-align:left;" \| G. Olmos L. Glasspool   | 1er tour (1/16) K. Krawietz \|\| style="text-align:left;" \| A. Panova N. Lammons  | —                                                                                   | —                                                                                      |                                                                                 |         |         |

N.B. : le nom du partenaire se trouve sous le résultat ; les noms des ultimes adversaires se trouvent à droite.

## Parcours aux Jeux olympiques

### En double dames
| # | Date       | Nom de l'olympiade         | Surface             | Résultat        | Partenaire      | Ultimes adversaires              | Score    |          |
| - | ---------- | -------------------------- | ------------------- | --------------- | --------------- | -------------------------------- | -------- | -------- |
| 1 | 31/07/2021 | Olympic Tennis Event Tokyo | Dur (ext.)          | 1/4 de finale   | Samantha Stosur | Belinda Bencic Viktorija Golubic | 6-4, 6-4 | Parcours |
| 2 | 27/07/2024 | Olympic Tennis Event Paris | Terre battue (ext.) | 1er tour (1/16) | Daria Saville   | Coco Gauff Jessica Pegula        | 6-3, 6-1 | Parcours |

### En double mixte
| # | Date       | Nom de l'olympiade         | Surface             | Résultat      | Partenaire    | Ultimes adversaires        | Score              |          |
| - | ---------- | -------------------------- | ------------------- | ------------- | ------------- | -------------------------- | ------------------ | -------- |
| 1 | 27/07/2024 | Olympic Tennis Event Paris | Terre battue (ext.) | 1/4 de finale | Matthew Ebden | Zheng Qinwen Zhang Zhizhen | 68-7, 7-68, [10-5] | Parcours |

## Classements WTA en fin de saison
| Année          | 2013 | 2014 | 2015 | 2016 | 2017 | 2018 | 2019 | 2020 | 2021 | 2022 | 2023 | 2024 |
| Rang en simple | 891  | 655  | 1199 | 629  | 343  | 181  | 238  | 234  | 193  | 363  | 500  | –    |
| Rang en double | 957  | 517  | 686  | 413  | 205  | 88   | 66   | 47   | 42   | 20   | 17   | 13   |

Source : (en) Classements de Ellen Perez sur le site officiel de la Fédération internationale de tennis